# خاویر توندو
خاویر توندو (اسپانیایی: Xavier Tondo‎; ۵ نوامبر ۱۹۷۸ – ۲۳ مهٔ ۲۰۱۱) دوچرخه‌سوار اهل اسپانیا بود. وی در جیرو دیتالیا شرکت کرده است.